# Курінь (Ніжинський район)
Курі́нь (у род. відм. Куре́ні) — станове козацьке село в Україні, у Бахмацькій міській громаді Ніжинського району Чернігівської області.
12 червня 2020 року, відповідно до розпорядження Кабінету Міністрів України № 730-р «Про визначення адміністративних центрів та затвердження територій територіальних громад Чернігівської області», увійшло до складу Бахмацької міської громади.
19 липня 2020 року, в результаті адміністративно-територіальної реформи та ліквідації Бахмацького району, село увійшло до складу Ніжинського району Чернігівської області.

## Географія
Село розташовано у заболоченій місцевості, багатої на торф. В околицях великі сосняки та невеличкі озера, які раніше були проточними річками басейну річки Сейм. Середня висота над рівнем моря — 142 м.
Біля села знаходяться ботанічні заказники місцевого значення Березняк та Государщина.
Національний склад населення — українці, конфесійний склад — християни.

## Населення

### Мова
Розподіл населення за рідною мовою за даними перепису 2001 року:
| Мова            | Кількість | Відсоток |
| --------------- | --------- | -------- |
| українська      | 3966      | 98.78%   |
| російська       | 45        | 1.12%    |
| білоруська      | 3         | 0.08%    |
| інші/не вказали | 1         | 0.02%    |
| Усього          | 4015      | 100%     |

## Історія
Село одержало назву від українського слова «курінь», що означає кілька невеличких будиночків — куренів, власниками яких були козаки. Хоча документи 17 ст. вказують, що село засноване на однойменній річці — Курінь, яка й дала назву поселенню.
Село Курінь засноване у часи Вишневеччини — на початку 1600-х років. Тоді польське військо усунуло московську загрозу (1632, Смоленська війна) з Сіверщини, Ярема Вишневецький надав пільги для осадників, якими скористалися колоністи у Чернігівському воєводстві Речі Посполитої.

### Козацька доба
1648 село визнало владу Богдана Хмельницького і влітку того ж року увійшло до складу Бахмацької сотні Борзнянського полку. У зв'язку з його ліквідацією за Зборівською угодою, у жовтні 1649 село включено до Чернігівського полку. Після 1654 село належало до Ніжинського полку разом з Бахмачем, Старим Бахмачем та Самбором. Потім короткотерміново, від кінця 1654 до початку 1655, до Борзнянського полку. Далі постійно, від 1655 до 1782, Бахмацька сотня Ніжинського полку Гетьманської України.
Між іншим, 1654 московські документи вже вказують на наявність у селі церкви св. Миколая, у якій настоятелем був ієрей Даміан.
Після анексії 1782 Гетьманщини з боку Москви, село Курінь відійшло до Чернігівського намісництва Російської імперії.
У XIX столітті на кутку Жилівка існував єврейський шинок. На кутку Гриненки — одне з найстаріших кладовищ.
За даними на 1866 рік у казенному та власницькому селі Конотопського повіту Чернігівської губернії мешкало 5270 осіб (2497 чоловічої статі та 2773 — жіночої), налічувалось 625 дворових господарств, існували 2 православні церкви та сільська розправа.
Станом на 1885 рік у колишньому державному та власницькому селі Бахмацької волості мешкало 2773 особи, налічувалось 515 дворових господарств, існували 3 православні церкви, школа, 7 постоялих будинків, лавка, вітряний млин.
За переписом 1897 року кількість мешканців зросла до 6579 осіб (3248 чоловічої статі та 3331 — жіночої), з яких 6521 — православної віри.
Значні зміни у землеволодінні курінських козаків спричинила скупка земель під залізницю «Бахмач-Одеса» (1911 рік). У відповідних документах зазначено голову Курінського волосного правління Вовкушевського та писаря Ільченка.

### У складі УНР
1917 село увійшло до складу УНР, тут пройшла мобілізація до Дієвої армії УНР. Активістами українського руху були станові козаки, які контролювали село (Михайленки, Бойки, Горбачі, Губарі, Шумейки). Остаточно окуповано російськими більшовиками 1920.

### Радянська та німецька окупація
Село постраждало від акції геноциду українського народу, проведеного урядом СРСР 1932-33 роках.
Під час німецької окупації гітлерівці спалили 33 жителів села. Їм у 1956 році встановлено пам’ятник. На фронтах Німецько-радянської війни на боці комуністичного режиму билися 2340 жителів, з них 1670 за мужність і відвагу нагороджено орденами й медалями СРСР. 610 чоловік віддали життя. На 3 братських могилах воїнів, які полягли в бою за визволення села, у 1956 році споруджено 3 пам’ятники. На честь загиблих на фронтах односельців у 1971 році встановлено меморіальну дошку з їх іменами.
У 1970 році встановлено пам’ятник В. І. Леніну. 
В с. Курені народився генерал-лейтенант В. М. Антоненко.

## Соціальне життя
Люди з Курені працюють у ПСП «Авангард» та СТОВ «Злагода», у лісництві, на залізниці. Село потерпає від неякісної дороги, яка з'єднує його з м. Бахмач.
Село має повну середню школу, два будинки культури, дві бібліотеки, амбулаторію, кафе, ряд магазинів, відділення зв'язку. Відновлено богослужіння у старому приміщенні православної церкви.
У селі розташований дитячий оздоровчий табір «Мрія».

## Освіта
У селі є дві школи: І-ІІІ ступенів (277 учнів) і І-ІІ ступенів (59 учнів).

## Культура
В селі розташована церква св. Миколая, яку контролює Московська патріархія РПЦ. 6 квітня 2010, у вівторок Світлої седмиці, Преосвященніший єпископ Ніжинський і Прилуцький УПЦ МП Іриней звершив в селі Божественну літургію.
В селі існує ансамбль народної пісні, який гастролює у Бахмацькому районі, виступає на ярмарках та урочистих подіях.
Про Курінь написано чимало історичних статей, віршів, прози. Село згадується у творчості Мотрони Лапи, Івана Просяника, Тетяни Федорової, а також і у літературних доробках Ліани Лещенко.

## Люди
- Уродженцем села є учасник 2-го Зимового походу Армії УНР, становий козак Іван Олександрович Горба́ч, розстріляний більшовиками під м. Базар 1921. (Народився 26 листопада 1887. Українець. Малограмотний. Безпартійний. В українській армії з 1918. Служив у Залізній дивізії. Під час 2-го Зимового походу — козак 4-ї Київської дивізії. В полон потрапив 17 листопада в бою під селом Малі Міньки. Розстріляний 22 листопада 1921 р. у м. Базар. Реабілітований 27 квітня 1998. У списку розстріляних та реабілітаційному висновку — Юрбач. В основному на питання відповідав «Не знаю»)[7].
- Кеслер Віктор Олександрович (1973—2015) — солдат Збройних сил України, учасник російсько-української війни 2014—2017.
- Шиш Анатолій Олександрович — лікар-хірург, заслужений лікар України. Тут пройшли його дитячі роки.
- Хоменко М. Г. — колишній секретар Президії Верховної Ради Української РСР.
- Просяник Іван Герасимович — український письменник та художник.

## Виноски
1. ↑  Про визначення адміністративних центрів та затвердження територій територіальних громад Чернігівської області. Офіційний вебпортал парламенту України (укр.). Процитовано 10 липня 2022.
2. ↑  Постанова Верховної Ради України від 17 липня 2020 року № 807-IX «Про утворення та ліквідацію районів»
3. ↑  Рідні мови в об'єднаних територіальних громадах України — Український центр суспільних даних
4. ↑  рос. дореф. Черниговская губернія. Списокъ населенныхъ мѣстъ по свѣдѣніямъ 1864 года, томъ XLIII. Изданъ Центральнымъ статистическимъ комитетомъ Министерства Внутренних Дѣлъ. СанктПетербургъ. 1866 — LXI + 196 с., (код 1355)
5. ↑  Волости и важнѣйшія селенія Европейской Россіи. По даннымъ обслѣдованія, произведеннаго статистическими учрежденіями Министерства Внутреннихъ Дѣлъ, по порученію Статистическаго Совѣта. Изданіе Центральнаго Статистическаго Комитета. Выпускъ III. Губерніи Малороссійскія и Юго-Западныя / Составилъ старшій редактор В. В. Зверинскій — СанктПетербургъ, 1885. (рос. дореф.)
6. ↑  Населенные места Российской империи в 500 и более жителей с указанием всего наличного в них населения и числа жителей преобладающих вероисповеданий : по данным первой всеобщей переписи населения 1897 г. / Под ред. Н. А. Тройницкого — С.-Пб. : Типография «Общественная польза»: [паровая типолитография Н. Л. Ныркина], 1905. — С. 1-264. — X, 270, 120 с.(рос. дореф.)
7. ↑  Козак 4-ї Київської дивізії Армії УНР — Іван Горбач. Архів оригіналу за 8 січня 2011. Процитовано 27 січня 2011.